# Нова Калетка
Нова Калетка (пол. Nowa Kaletka, нім. Neu Kaletka) — село в Польщі, у гміні Пурда Ольштинського повіту Вармінсько-Мазурського воєводства.
Населення — 177 осіб (2011).

## Демографія
Демографічна структура станом на 31 березня 2011 року:
|          | Загалом | Допрацездатний вік | Працездатний вік | Постпрацездатний вік |
| -------- | ------- | ------------------ | ---------------- | -------------------- |
| Чоловіки | 84      | 12                 | 63               | 9                    |
| Жінки    | 93      | 15                 | 65               | 13                   |
| Разом    | 177     | 27                 | 128              | 22                   |